# Joseph Mary Kizito

Joseph Mary Kizito (Kampala, 2 de julho de 1967) é um ministro ugandense e bispo católico romano de Aliwal.
Joseph Kizito estudou filosofia no Seminário St. Augustine em Roma e teologia católica no Seminário St. John Vianney em Pretória. Em 14 de dezembro de 1996, o bispo de Aliwal, Fritz Lobinger, o ordenou diácono e em 27 de setembro de 1997 recebeu o sacramento da ordenação sacerdotal da Diocese de Aliwal.
De 1997 a 1998, Kizito serviu como vigário paroquial na paróquia de São Francisco Xavier antes de se tornar pároco na paróquia de Santo Agostinho em Dordrecht. Em 2003 tornou-se pastor em Sterkspruit. Desde 2008 Kizito é Vigário Geral da Diocese de Aliwal e desde 2013 também pároco da Paróquia da Catedral de Aliwal.
Em 15 de novembro de 2019, o Papa Francisco o nomeou Bispo de Aliwal. O arcebispo da Cidade do Cabo Stephen Brislin o consagrou bispo em 15 de fevereiro de 2020 no Estádio Sauer Park em Aliwal North; Os co-consagradores foram o Bispo de Kokstad, Zolile Peter Mpambani SCJ, e o Bispo Emérito de Aliwal, Michael Wüstenberg.